# كيم كار
كيم كار (بالإنجليزية: Kim Carr)‏ هو سياسي أسترالي، ولد في 2 يوليو 1955 في توموت في أستراليا. حزبياً، نشط في حزب العمال الأسترالي.

## مناصب
- انتخب وزير الصناعة والابتكار [الإنجليزية]‏.
- انتخب عضو مجلس الشيوخ الأسترالي [الإنجليزية]‏ عن دائرة فيكتوريا (28 أبريل 1993 – ).
- انتخب Minister for Defence Industry [الإنجليزية]‏.
- انتخب وزير الخدمات البشرية [الإنجليزية]‏.

## وصلات خارجية
- الموقع الرسمي